# Bonney Lake
Bonney Lake az Amerikai Egyesült Államok északnyugati részén, Washington állam Pierce megyéjében elhelyezkedő város. A 2010. évi népszámlálási adatok alapján 17 374 lakosa van.
Bonney Lake 1949. február 28-án kapott városi rangot, melynek visszavonására 1952 és 1972 között több kísérlet is volt.
A 2020 szeptemberi erdőtüzek során 2500 embert evakuáltak.

## Éghajlat
| Hónap                         | Jan.  | Feb.  | Már.  | Ápr. | Máj. | Jún. | Júl. | Aug. | Szep. | Okt. | Nov.  | Dec.  | Év    |
| ----------------------------- | ----- | ----- | ----- | ---- | ---- | ---- | ---- | ---- | ----- | ---- | ----- | ----- | ----- |
| Rekord max. hőmérséklet (°C)  | 22,8  | 18,9  | 26,1  | 28,9 | 33,3 | 36,1 | 38,9 | 37,8 | 35,0  | 30,0 | 22,8  | 18,9  | 38,9  |
| Átlagos max. hőmérséklet (°C) | 7,8   | 9,4   | 11,7  | 14,4 | 17,8 | 20,6 | 23,9 | 24,4 | 21,1  | 15,0 | 10,0  | 6,7   | 15,3  |
| Átlagos min. hőmérséklet (°C) | 1,1   | 0,6   | 2,2   | 3,9  | 7,2  | 9,4  | 11,1 | 11,1 | 8,9   | 5,6  | 2,8   | 0,6   | 5,4   |
| Rekord min. hőmérséklet (°C)  | −18,0 | −15,6 | −12,8 | −5,0 | −3,3 | 0,0  | 2,2  | 2,8  | −1,7  | −5,6 | −18,0 | −18,0 | −18,0 |
| Átl. csapadékmennyiség (mm)   | 151   | 109   | 115   | 89   | 73   | 60   | 26   | 24   | 41    | 97   | 178   | 144   | 1107  |
| Forrás: The Weather Channel   |       |       |       |      |      |      |      |      |       |      |       |       |       |

## Népesség
A 2010-es népszámláláskor a városnak 17 374 lakója, 5989 háztartása és 4632 családja volt. A népsűrűség 816,5 fő/km2. A lakóegységek száma 6394, sűrűségük 300,5 db/km2. A lakosok 88,6%-a fehér, 1,1%-a afroamerikai, 0,8%-a indián, 2,4%-a ázsiai, 0,5%-a a Csendes-óceáni szigetekről származik, 1,8%-a egyéb, 4,5%-a pedig kettő vagy több etnikumú. A spanyol vagy latino származásúak aránya 6,1% (   )
A háztartások 44,5%-ában élt 18 évnél fiatalabb. 61% házas, 10,1% egyedülálló nő, 6,3% egyedülálló férfi, 22,7% pedig nem család. 15,4% egyedül élt; 4,1%-uk 65 éves vagy idősebb. Egy háztartásban átlagosan 2,89 személy élt; a családok átlagmérete 3,2 fő.
A medián életkor 34,6 év volt. A város lakóinak 27,2%-a 18 évesnél fiatalabb, 7,8% 18 és 24 év közötti, 30,8%-uk 25 és 44 év közötti, 26,5%-uk 45 és 64 év közötti, 8,2%-uk pedig 65 éves vagy idősebb. A lakosok 49,4%-a férfi, 50,6%-a pedig nő.

## Nevezetes személyek
- Dylan Gambrell, jégkorongozó[11]
- Jordin Andrade, atléta[12]
- Kenny Christiansen, az 1971-es repülőgép-eltérítés egyik gyanúsítottja[13]
- Kyle J. White, az afgán háború kitüntetettje[14]
- Megan Jendrick, úszó[15]
- Melanie Roach, súlyemelő[16]

## Fordítás
- Ez a szócikk részben vagy egészben  a   Bonney Lake, Washington című angol Wikipédia-szócikk ezen változatának fordításán alapul.  Az eredeti cikk szerkesztőit annak laptörténete sorolja fel. Ez a jelzés csupán a megfogalmazás eredetét és a szerzői jogokat jelzi, nem szolgál a cikkben szereplő információk forrásmegjelöléseként.